# Czarna Mowa
Czarna Mowa – sztuczny język stworzony przez J.R.R. Tolkiena na potrzeby stworzonej przez niego mitologii Śródziemia. Została zaprojektowana przez Tolkiena jako język twardy, szorstki i niemiły dla uszu. Nie znamy wielu słów w tym języku.
Według mitologii została stworzona przez Morgotha, a potem udoskonalona przez Saurona, aby ułatwić porozumiewanie się między jego sługami, w zastępstwie licznych dialektów orków. Nie udało mu się osiągnąć tego celu, jednak wiele ze słów używanych przez orków pod koniec Trzeciej Ery wywodziło się z tego języka.
Jedynym znanym dłuższym fragmentem w Czarnej Mowie jest inskrypcja z Jedynego Pierścienia:

Ash nazg durbatulûk, ash nazg gimbatul,

ash nazg thrakatulûk agh burzum-ishi krimpatul

Co po przetłumaczeniu na polski brzmi:

Jeden, by wszystkimi rządzić, Jeden, by wszystkie odnaleźć,

Jeden, by wszystkie zgromadzić i w ciemności związać. (tł. z ang. Maria Skibniewska)

Czarna Mowa była przynajmniej częściowo oparta na języku valarińskim – przykładem jest słowo nazg (pierścień), pokrewne valaryjskiemu nashkâd. Wiadomo, że zrostek -um oznacza liczbę mnogą (np. Burzum – Ciemności), a -at – bezokolicznik (np. durb-at-tulûk – wszystkimi rządzić).